# مرسيدس بنز دبليو 187
مرسيدس بنز دبليو 187 (بالإنجليزية: Mercedes-Benz W187)‏ هي سيارة من صناعة مرسيدس بنز أنتجت في 1951.

## معرض صور

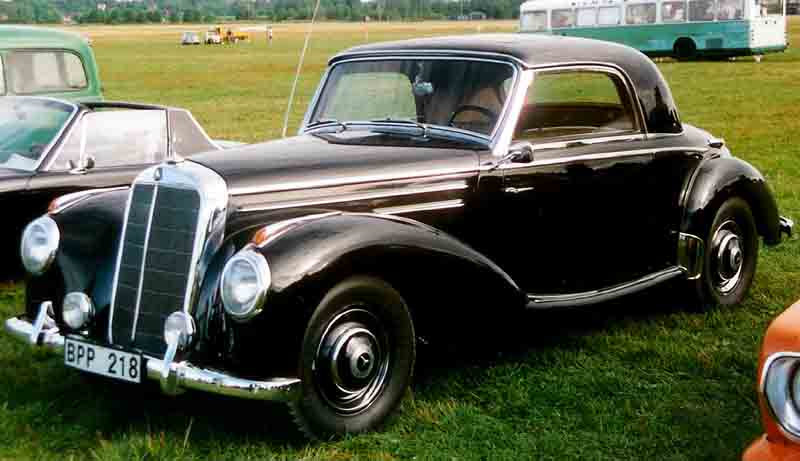
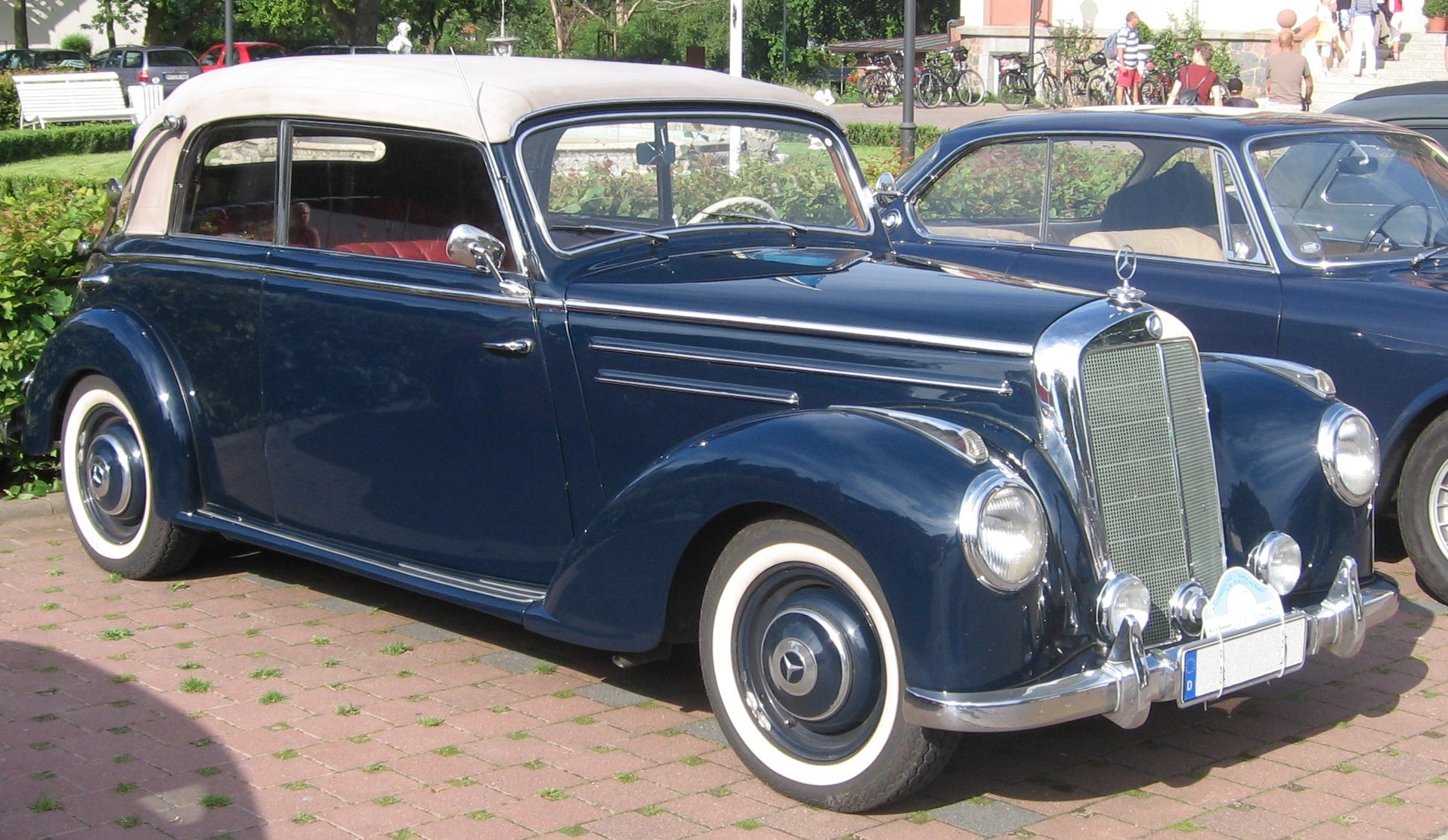
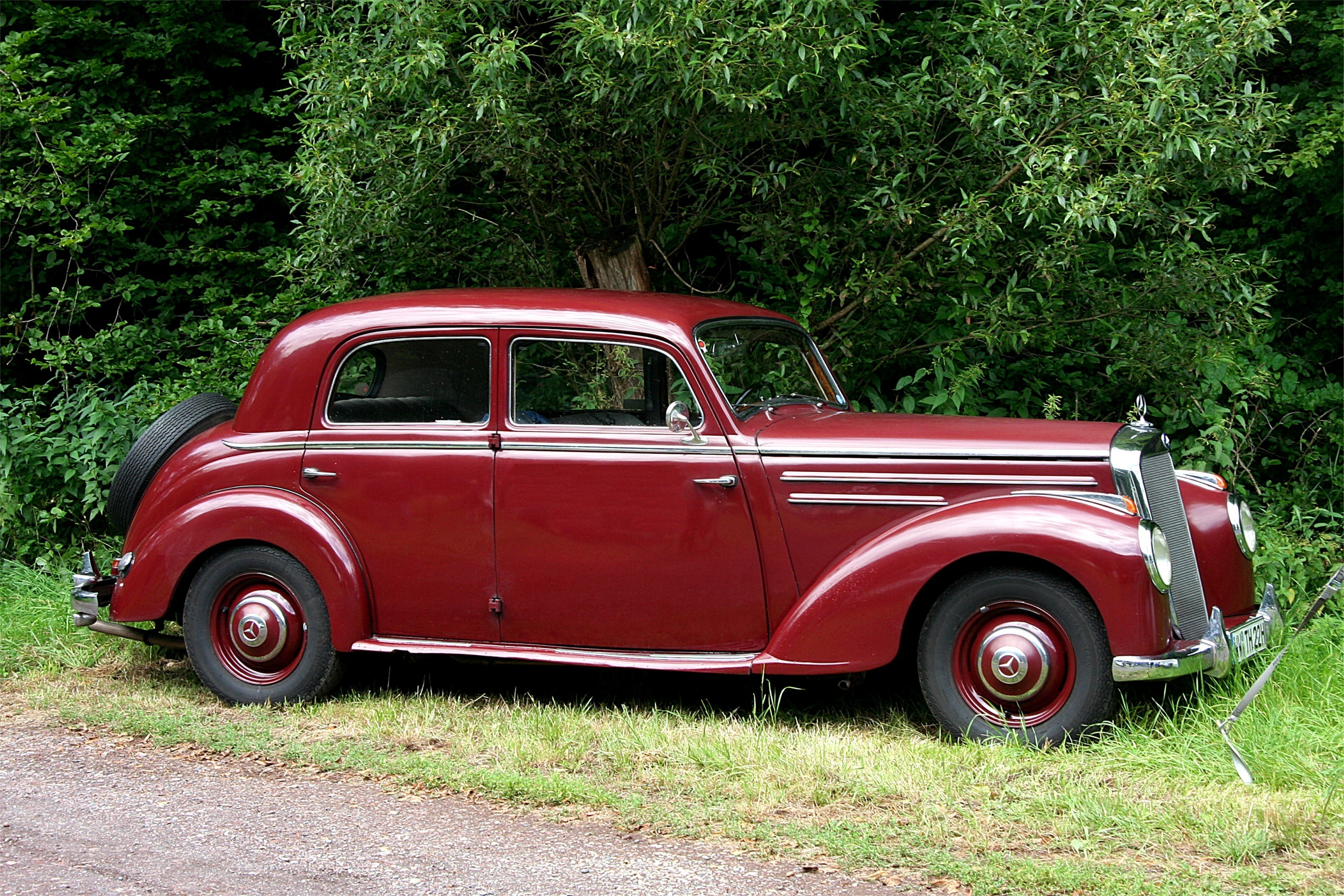
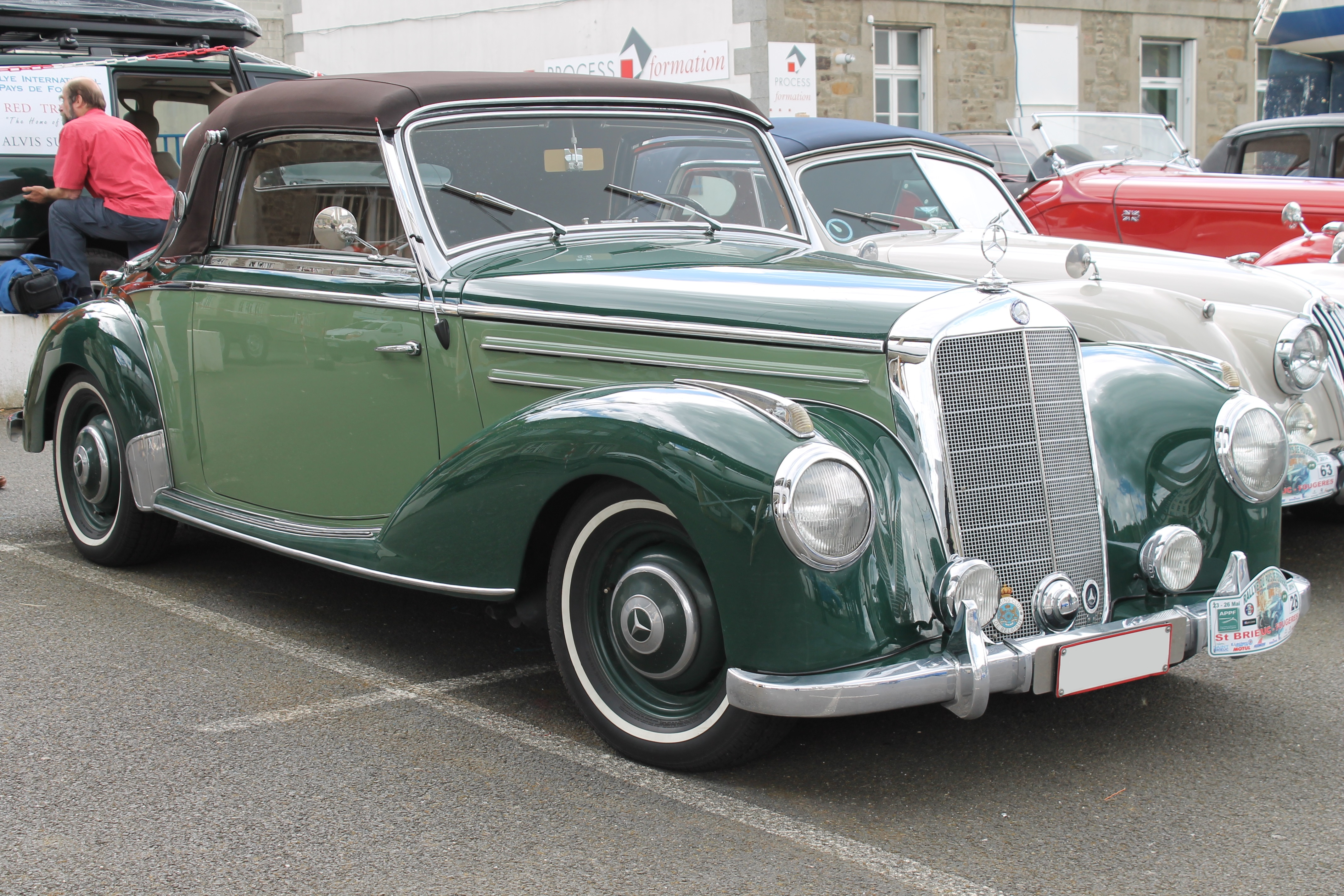